# Carlo Augusto di Sassonia-Weimar-Eisenach (1912)
Carlo Augusto, granduca ereditario di Sassonia-Weimar-Eisenach (Carl August Wilhelm Ernst Friedrich Georg Johann Albrecht; Castello di Wilhelmsthal, 28 luglio 1912 – Schienen, 14 ottobre 1988), è stato un principe tedesco e capo della casata granducale di Sassonia-Weimar-Eisenach.

## Biografia
Nacque al castello di Wilhelmsthal come secondogenito, ma maggiore tra i maschi, ed erede del granduca Guglielmo Ernesto di Sassonia-Weimar-Eisenach e della sua seconda moglie, la principessa Feodora di Sassonia-Meiningen (1890-1972). Il regno di suo padre ebbe termine il 9 novembre 1918, a seguito della rivoluzione tedesca. Quando suo padre morì il 24 aprile 1923, Carlo Augusto gli successe come capo del casato di Sassonia-Weimar-Eisenach. Fino al 1922 Carlo Augusto era terzo nella linea di successione al trono del regno dei Paesi Bassi.
Carlo Augusto morì a Schienen e fu succeduto come capo della casata granducale da suo figlio Michele.

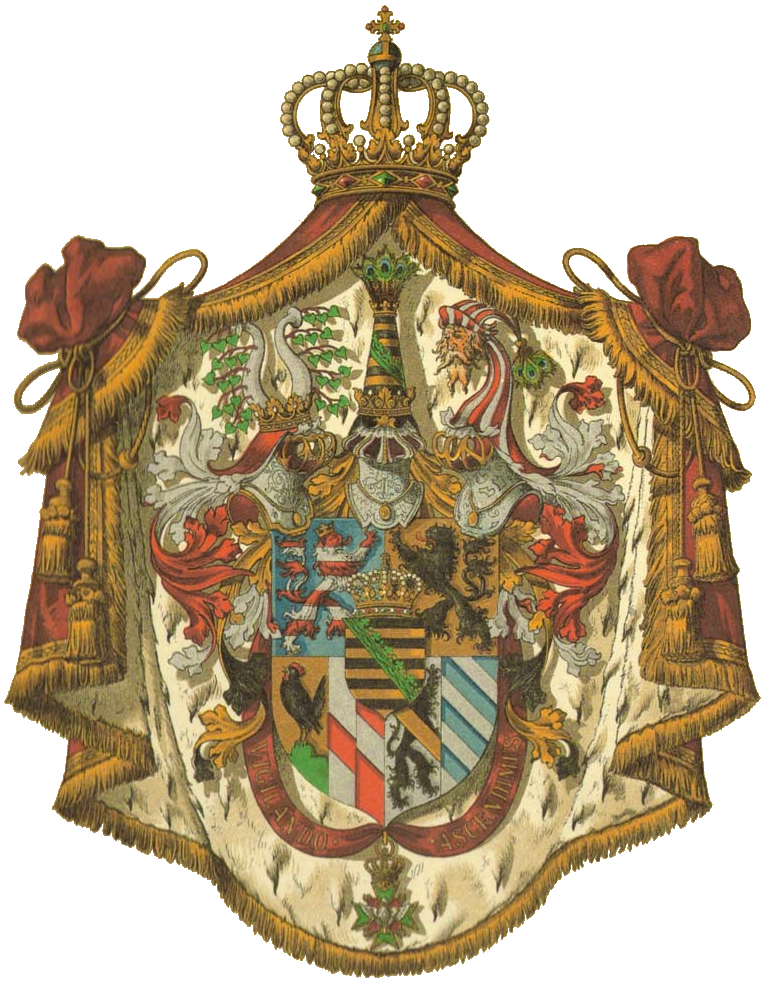
Stemma del granducato di Sassonia-Weimar-Eisenach

## Matrimonio e figli
Carlo Augusto sposò nel castello di Wartburg il 5 ottobre 1944 la baronessa Elisabetta di Wangenheim-Winterstein (Tubinga, 16 gennaio 1912 - Monaco di Baviera, 15 marzo 2010), figlia del barone Othmar di Wangenheim-Winterstein e di sua moglie Maud von Truetzschler. Hanno avuto quattro figli:
- principessa Elisabetta di Sassonia-Weimar-Eisenach, duchessa di Sassonia (Burgellern bei Bamberg, 22 luglio 1945), sposò a Monaco di Baviera il 10 luglio 1981 Mindert Diderik de Kant (Leeuwarden, 6 agosto 1934). Divorziarono nel 1983, senza figli.
- principe Michele Benedetto di Sassonia-Weimar-Eisenach, duca di Sassonia (Bamberga, 15 novembre 1946)
- principessa Beatrice di Sassonia-Weimar-Eisenach, duchessa di Sassonia (Bamberga, 11 marzo 1948), sposò a Londra il 9 dicembre 1977 Martin Charles Davidson (Londra, 23 settembre 1940), ed ha avuto una figlia, Bettina Davison

## Ascendenza
|                                               |                                  |                                     | Genitori                               |  |  | Nonni |  |  | Bisnonni                                     |  |  | Trisnonni                                  |  |
|                                               |                                  |                                     |                                        |  |  |       |  |  | Carlo Alessandro di Sassonia-Weimar-Eisenach |  |  | Carlo Federico di Sassonia-Weimar-Eisenach |  |
|                                               |                                  |                                     |                                        |  |  |       |  |  | Carlo Alessandro di Sassonia-Weimar-Eisenach |  |  | Carlo Federico di Sassonia-Weimar-Eisenach |  |
|                                               |                                  | Maria Pavlovna Romanova             |                                        |  |  |       |  |  | Carlo Alessandro di Sassonia-Weimar-Eisenach |  |  |                                            |  |
| Carlo Augusto di Sassonia-Weimar-Eisenach     |                                  |                                     |                                        |  |  |       |  |  | Carlo Alessandro di Sassonia-Weimar-Eisenach |  |  |                                            |  |
|                                               |                                  | Sofia dei Paesi Bassi               | Guglielmo II dei Paesi Bassi           |  |  |       |  |  |                                              |  |  |                                            |  |
|                                               |                                  | Sofia dei Paesi Bassi               | Guglielmo II dei Paesi Bassi           |  |  |       |  |  |                                              |  |  |                                            |  |
|                                               |                                  | Sofia dei Paesi Bassi               | Anna Pavlovna di Russia                |  |  |       |  |  |                                              |  |  |                                            |  |
| Guglielmo Ernesto di Sassonia-Weimar-Eisenach |                                  | Sofia dei Paesi Bassi               |                                        |  |  |       |  |  |                                              |  |  |                                            |  |
|                                               |                                  | Ermanno di Sassonia-Weimar-Eisenach | Bernardo di Sassonia-Weimar-Eisenach   |  |  |       |  |  |                                              |  |  |                                            |  |
|                                               |                                  | Ermanno di Sassonia-Weimar-Eisenach | Bernardo di Sassonia-Weimar-Eisenach   |  |  |       |  |  |                                              |  |  |                                            |  |
|                                               |                                  | Ermanno di Sassonia-Weimar-Eisenach | Ida di Sassonia-Meiningen              |  |  |       |  |  |                                              |  |  |                                            |  |
| Paolina di Sassonia-Weimar-Eisenach           |                                  | Ermanno di Sassonia-Weimar-Eisenach |                                        |  |  |       |  |  |                                              |  |  |                                            |  |
|                                               |                                  | Augusta di Württemberg              | Guglielmo I di Württemberg             |  |  |       |  |  |                                              |  |  |                                            |  |
|                                               |                                  | Augusta di Württemberg              | Guglielmo I di Württemberg             |  |  |       |  |  |                                              |  |  |                                            |  |
|                                               |                                  | Augusta di Württemberg              | Paolina di Württemberg                 |  |  |       |  |  |                                              |  |  |                                            |  |
| Carlo Augusto di Sassonia-Weimar-Eisenach     |                                  | Augusta di Württemberg              |                                        |  |  |       |  |  |                                              |  |  |                                            |  |
|                                               | Giorgio II di Sassonia-Meiningen | Bernardo II di Sassonia-Meiningen   |                                        |  |  |       |  |  |                                              |  |  |                                            |  |
|                                               | Giorgio II di Sassonia-Meiningen | Bernardo II di Sassonia-Meiningen   |                                        |  |  |       |  |  |                                              |  |  |                                            |  |
|                                               | Giorgio II di Sassonia-Meiningen | Maria Federica d'Assia-Kassel       |                                        |  |  |       |  |  |                                              |  |  |                                            |  |
| Federico Giovanni di Sassonia-Meiningen       | Giorgio II di Sassonia-Meiningen |                                     |                                        |  |  |       |  |  |                                              |  |  |                                            |  |
|                                               |                                  | Feodora di Hohenlohe-Langenburg     | Ernesto I di Hohenlohe-Langenburg      |  |  |       |  |  |                                              |  |  |                                            |  |
|                                               |                                  | Feodora di Hohenlohe-Langenburg     | Ernesto I di Hohenlohe-Langenburg      |  |  |       |  |  |                                              |  |  |                                            |  |
|                                               |                                  | Feodora di Hohenlohe-Langenburg     | Feodora di Leiningen                   |  |  |       |  |  |                                              |  |  |                                            |  |
| Feodora di Sassonia-Meiningen                 |                                  | Feodora di Hohenlohe-Langenburg     |                                        |  |  |       |  |  |                                              |  |  |                                            |  |
|                                               |                                  | Ernesto II di Lippe-Biesterfeld     | Giulio di Lippe-Biesterfeld            |  |  |       |  |  |                                              |  |  |                                            |  |
|                                               |                                  | Ernesto II di Lippe-Biesterfeld     | Giulio di Lippe-Biesterfeld            |  |  |       |  |  |                                              |  |  |                                            |  |
|                                               |                                  | Ernesto II di Lippe-Biesterfeld     | Adelaide di Castell-Castell            |  |  |       |  |  |                                              |  |  |                                            |  |
| Adelaide di Lippe-Biesterfeld                 |                                  | Ernesto II di Lippe-Biesterfeld     |                                        |  |  |       |  |  |                                              |  |  |                                            |  |
|                                               |                                  | Carolina di Wartensleben            | Leopold Otto Frederick di Wartensleben |  |  |       |  |  |                                              |  |  |                                            |  |
|                                               |                                  | Carolina di Wartensleben            | Leopold Otto Frederick di Wartensleben |  |  |       |  |  |                                              |  |  |                                            |  |
|                                               |                                  | Carolina di Wartensleben            | Matilde Halbach                        |  |  |       |  |  |                                              |  |  |                                            |  |
|                                               |                                  | Carolina di Wartensleben            |                                        |  |  |       |  |  |                                              |  |  |                                            |  |